# Merab Ninidze
Merab Ninidze  (n. Tiflis, Georgia; 3 de noviembre de 1965) es un actor georgiano conocido por su actuación en la película En algún lugar de África (en alemán: Nirgendwo in Afrika).

## Historia
Merab Ninidze creció en Tiflis, Georgia, donde estudió actuación de 1982 a 1984. Realizó su debut en cines con la película Die Reue, de 1984, dirigida por Tengis Abuladze, que recibió el premio especial del Jurado en el Festival de Cannes dos años después. De 1986 a 1991 actuó en diversas obras en el Teatro Rustaveli, en Tiflis, como Leonce and Lena, de Georg Büchner, y Hamlet, de William Shakespeare. En Georgia, apareció en más de 20 películas, entre ellas la tragicomedia Luna Papa, de Bakhtiar Khudojnazarov, Luna Papa. La cinta recibió diversos galardones en el Festival Internacional de Cine de Georgia, entre ellos Mejor Película. También protagonizó filmes como England!, In Heaven, de Michael Bindlechner; Jugofilm, de Goran Rebic; The Rabbit Hunt, de Andreas Gruber, e Ikarus. En 2001 actuó para Jo Baier en la cinta Verlorenes Land, y acompañó en Bella Block a Juliane Köhler, su coprotagonista en la película En algún lugar de África, ganadora del Óscar a la mejor película extranjera en el 2002.

## Filmografía
Cine
- Arrepentimiento (1984)
- The Step (1985)
- Confession (1987)
- Hasenjagd - Vor lauter Feigheit gibt es kein Erbarmen (The Rabbit Hunt) (1994)
- Jugofilm (1996)
- In heaven (1998)
- Luna Papa (1999)
- England! (2000)
- Bride of the wind (2001)
- En algún lugar de África (2002)
- Verlorenes Land (2002)
- Soldado de papel (2008)
- Mediator (2009)
- Der Kameramörder (2010)
- Wintertochter (2011)
- In the Year of the Snake (2012)
- The Courier (2020)

Televisión
- El tesoro de Troya (TV) (2007)
- McMafia (TV) (2018)